# Rejon spasski
Rejon spasski (ros. Спа́сский райо́н, tatar. Спас районы) – rejon w należącej do Rosji autonomicznej republice Tatarstanu.
Rejon leży w południowo-zachodniej części kraju, jego ośrodkiem administracyjnym jest miasto Bołgar. Według danych na rok 2020 rejon zamieszkiwało 18 599 osób, a gęstość zaludnienia wyniosła 9,17 os./km2. Ponad 70,7% populacji stanowią Rosjanie, 26,4% Tatarzy oraz 2,9% pozostałe narodowości.

## Geografia
Rejon spasski graniczy na wschodzie z rejonami alkiejewskim i aleksiejewskim, a na południu z obwodem uljanowskim.
Powierzchnia rejonu wynosi 2028 km2.

## Galeria

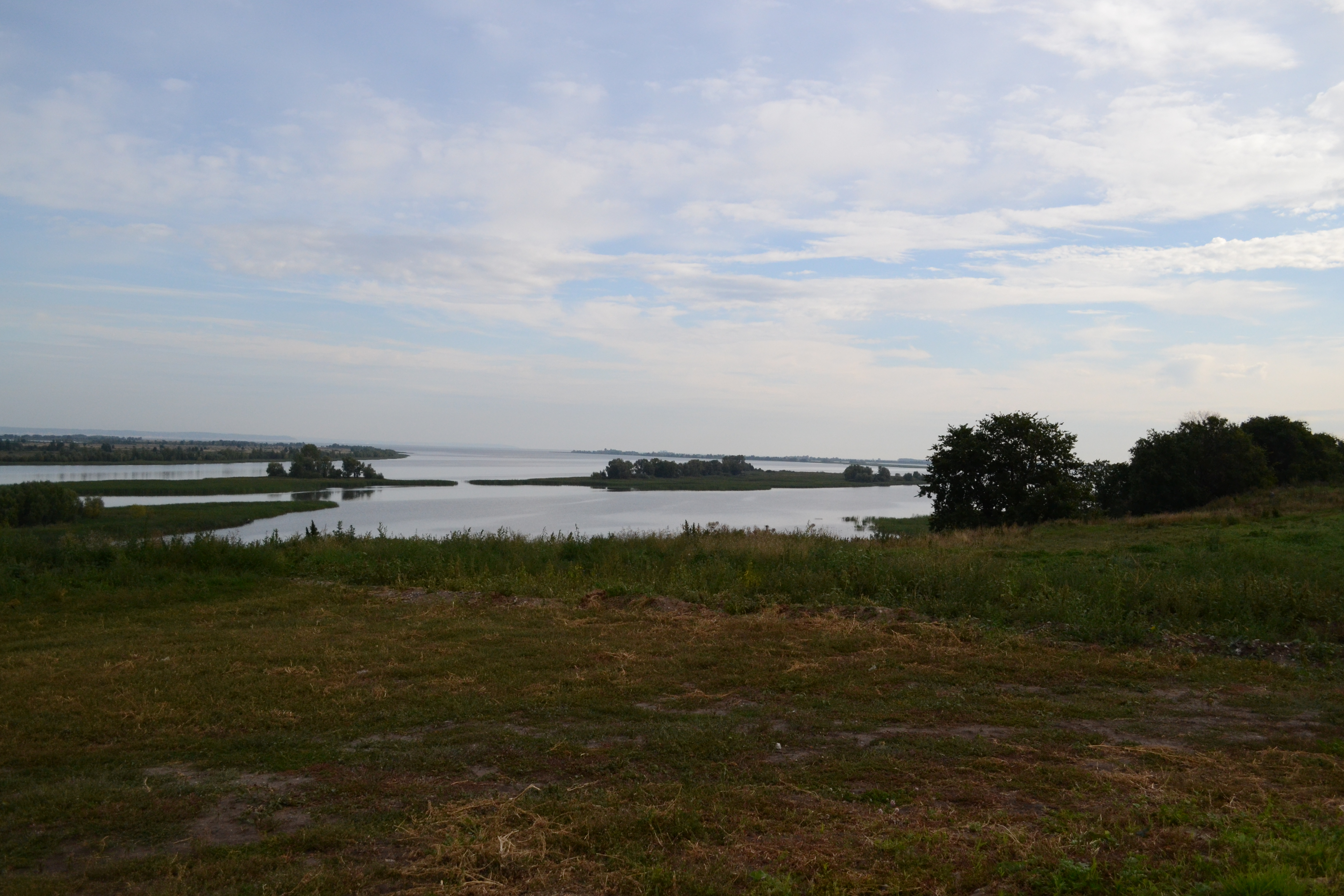
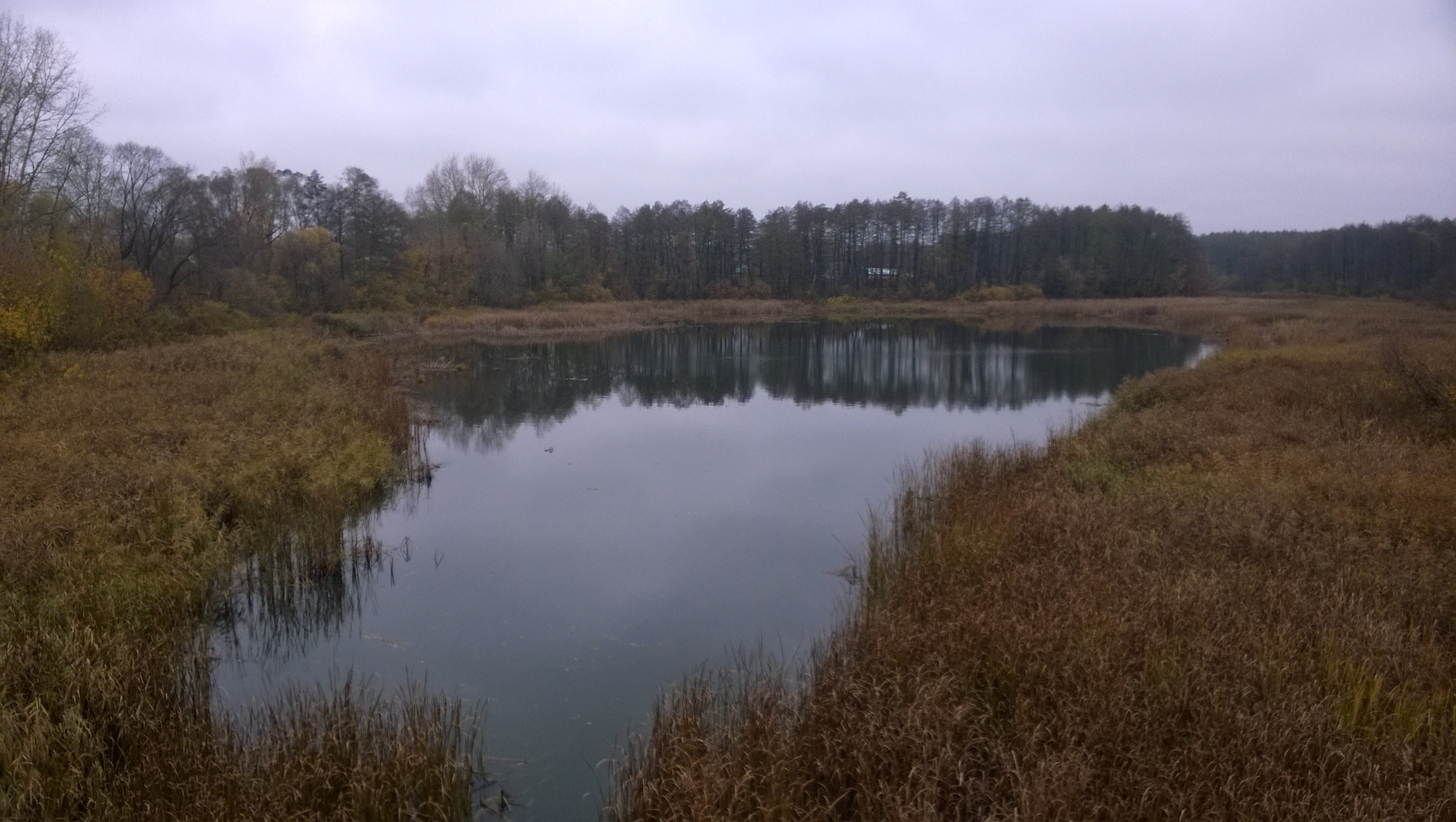
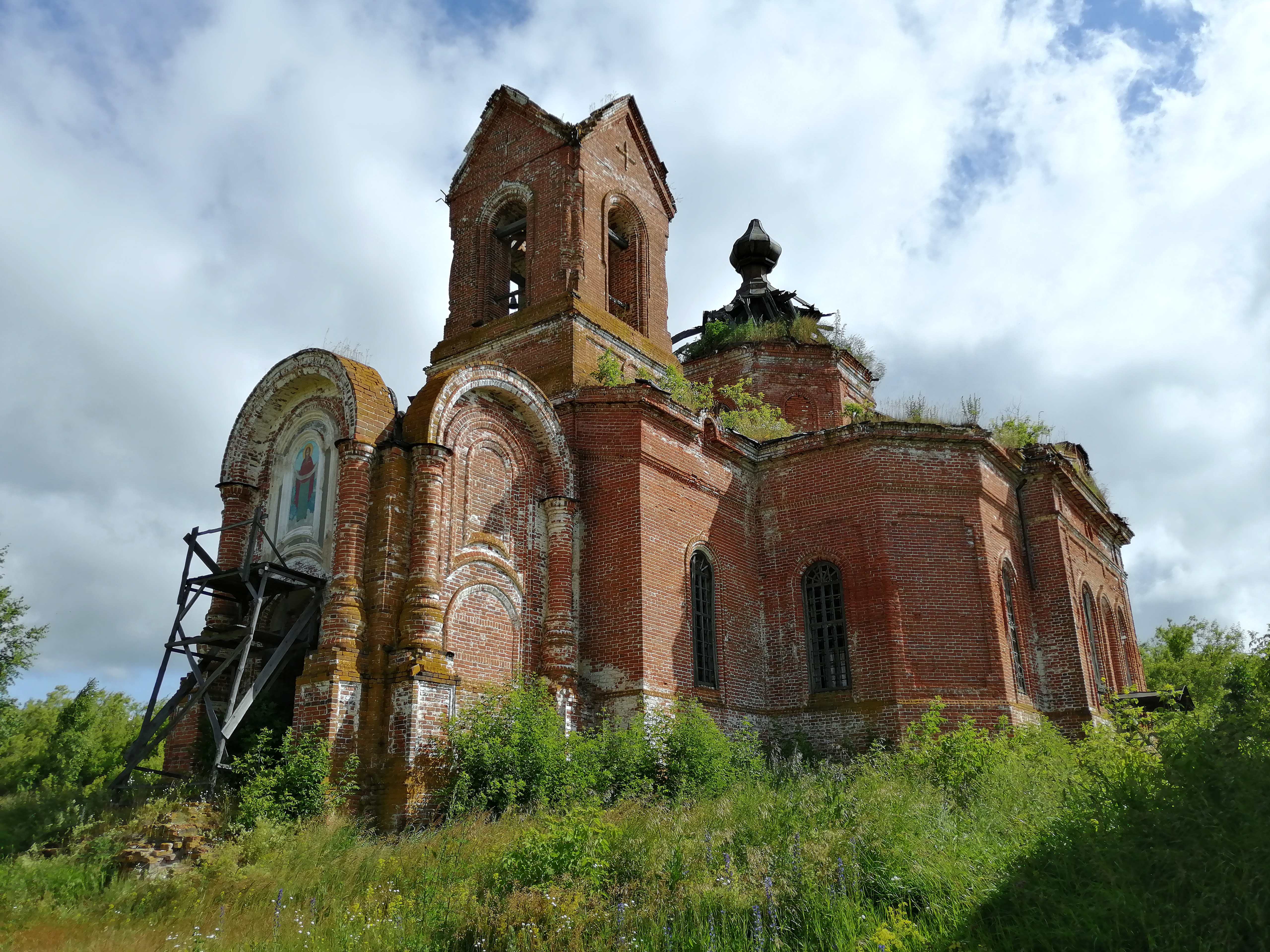
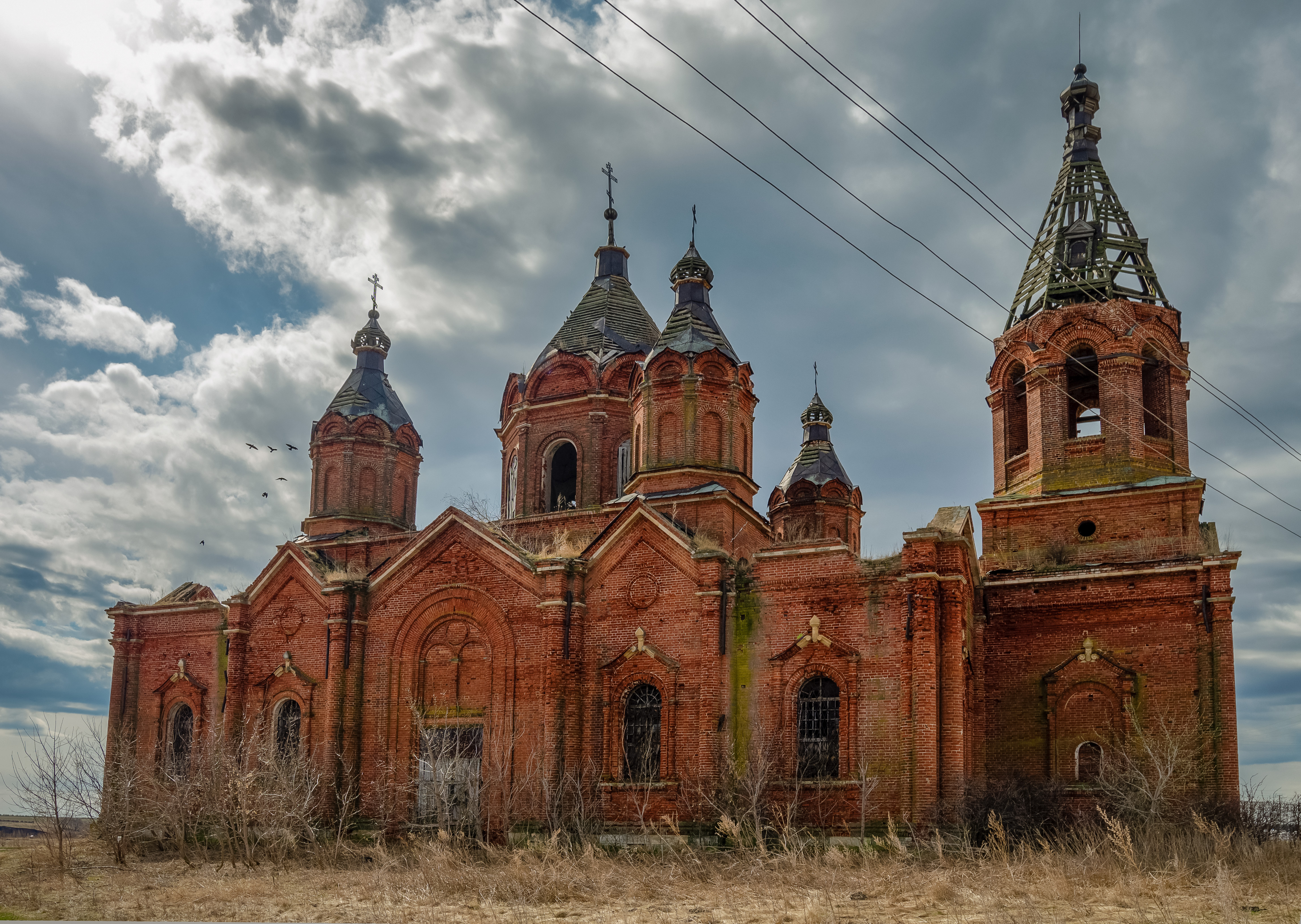